# شيلي اندروز
شيلي اندروز هي لاعب هوكي الحقل كندية، ولدت في 24 يونيو 1953.

## وصلات خارجية
- شيلي اندروز على موقع الاتحاد الدولي للهوكي (الإنجليزية)
- شيلي اندروز على موقع اللجنة الأولمبية الدولية (الإنجليزية)
- شيلي اندروز على موقع أوليمبيديا (الإنجليزية)
- شيلي اندروز على موقع اللجنة الأولمبية الكندية (الإنجليزية)